# South Wayne
South Wayne és una població dels Estats Units a l'estat de Wisconsin. Segons el cens del 2000 tenia 484 habitants.

## Demografia
Segons el cens del 2000, South Wayne tenia 484 habitants, 203 habitatges, i 126 famílies. La densitat de població era de 236,5 habitants per km².
Dels 203 habitatges en un 30% hi vivien nens de menys de 18 anys, en un 49,8% hi vivien parelles casades, en un 7,4% dones solteres, i en un 37,9% no eren unitats familiars. En el 33% dels habitatges hi vivien persones soles el 20,2% de les quals corresponia a persones de 65 anys o més que vivien soles. El nombre mitjà de persones vivint en cada habitatge era de 2,38 i el nombre mitjà de persones que vivien en cada família era de 3,03.
Per edats la població es repartia de la següent manera: un 26,9% tenia menys de 18 anys, un 6,8% entre 18 i 24, un 30% entre 25 i 44, un 16,9% de 45 a 60 i un 19,4% 65 anys o més.
L'edat mediana era de 39 anys. Per cada 100 dones de 18 o més anys hi havia 93,4 homes.
La renda mediana per habitatge era de 30.909 $ i la renda mediana per família de 41.944 $. Els homes tenien una renda mediana de 24.750 $ mentre que les dones 22.188 $. La renda per capita de la població era de 15.631 $. Aproximadament el 7,9% de les famílies i el 9% de la població estaven per davall del llindar de pobresa.

## Poblacions més properes
El següent diagrama mostra les poblacions més properes.